# 大众卫生报
大众卫生报，由湖南省卫生厅创刊于1981年8月10日，现由湖南日报报业集团主办，是中国创办最早的健康卫生类报纸。

## 历史沿革
1981年8月10日，大众卫生报由湖南省卫生厅正式创刊并主管主办。
2000年，大众卫生报划归湖南日报报业集团，并由其主管主办。

## 版面运营
大众卫生报常设版面有：健康·要闻、健康·服务、健康·资讯、家庭医生、中医中药、妇幼保健、四季防病、慢病防治、自我保健等。
大众卫生报以报纸、新湖南湘健频道为主体，亦在微博、微信、抖音等平台开设有账号。